# Нова земля (фільм, 1982)
«Нова земля» — радянський телефільм 1982 року, знятий режисером Володимиром Третьяковим на кіностудії «Бєлтелефільм».

## Сюжет
За мотивами однойменної поеми Якуба Коласа. Про свою землю та свободу пристрасно мріють головні герої фільму – лісник Міхал, його дружина Ганна та брат Антось. Але поки що для покупки ділянки немає грошей, і Міхал змушений переїжджати з місця на місце, щоб прогодувати свою велику родину. Багато труднощів та негараздів доведеться подолати Міхалу та його близьким, щоб хоч трохи наблизитися до здійснення своєї мрії.

## У ролях
- Тетяна Мархель — Ганна
- Анатолій Жук — Міхал
- Євген Шипіло — Антось
- Ігор Пєтух — Володя
- Сашко Михасьонок — Олесь
- Женя Горелік — Костусь
- Наталія Кушнір — Міхаліна
- Олег Ключко — Яська
- Борис Піскун — Ксавері (Ксаверій)
- Юрій Кулик — Марцін
- Олександр Безпалий — лісничий
- Валерій Мороз — Раковський
- Микола Макарцев — Ригор
- Галина Доля — Наста
- Лариса Боцяновська — епізод
- Анатолій Коляда — епізод
- Людмила Мацкевич — епізод
- Алесь Лабанюк — епізод
- Ірина Садовська — епізод
- Володимир Садовський — епізод
- Анатолій Чарноцький — епізод
- Валентина Петрачкова — епізод

## Знімальна група
- Режисер — Володимир Третьяков
- Сценарист — Володимир Третьяков
- Оператор — Валерій Булдик
- Композитор — Олег Чиркун
- Художник — Вілорій Козлов